# Grzegorz Kotowicz
Grzegorz Leon Kotowicz né le 6 août 1973, est un kayakiste polonais pratiquant la course en ligne.

## Palmarès

### Jeux olympiques de canoë-kayak course en ligne
- 1992 à Barcelone,  Espagne
  -  Médaille de bronze en K-2 1000 m
- 2000 à Sydney,  Australie
  -  Médaille de bronze en K-4 1000 m[1].

### Championnats du monde de canoë-kayak course en ligne
- 1994 à Mexico,  Mexique
  -  Médaille d'argent en K-4 1000 m

- 1995 à Duisbourg,  Allemagne
  -  Médaille de bronze en K-2 1000 m
  -  Médaille de bronze en K-4 500 m

- 1997 à Dartmouth,  Canada
  -  Médaille d'argent en K-1 200 m
  -  Médaille d'argent en K-1 500 m
  -  Médaille de bronze en K-2 1000 m

- 1999 à Milan,  Italie
  -  Médaille de bronze en K-1 500 m